# Mofu-Gudur jezik
Mofu-Gudur jezik (ISO 639-3: mif; mofou, mofou de goudour, mofu south, mofu-sud), afrazijski jezik čadske porodice kojim govori 60 000 ljudi (1998 SIL) u kamerunskoj provinciji Far North.
Klasificira se skupini biu-mandara i podskupini mafa-mofu. Postoji više dijalekata: mokong, gudur, zidim, dimeo, massagal (massakal) i njeleng.

## Vanjske poveznice
- Ethnologue (14th)
- Ethnologue (15th)